# Bosque petrificado de Puyango

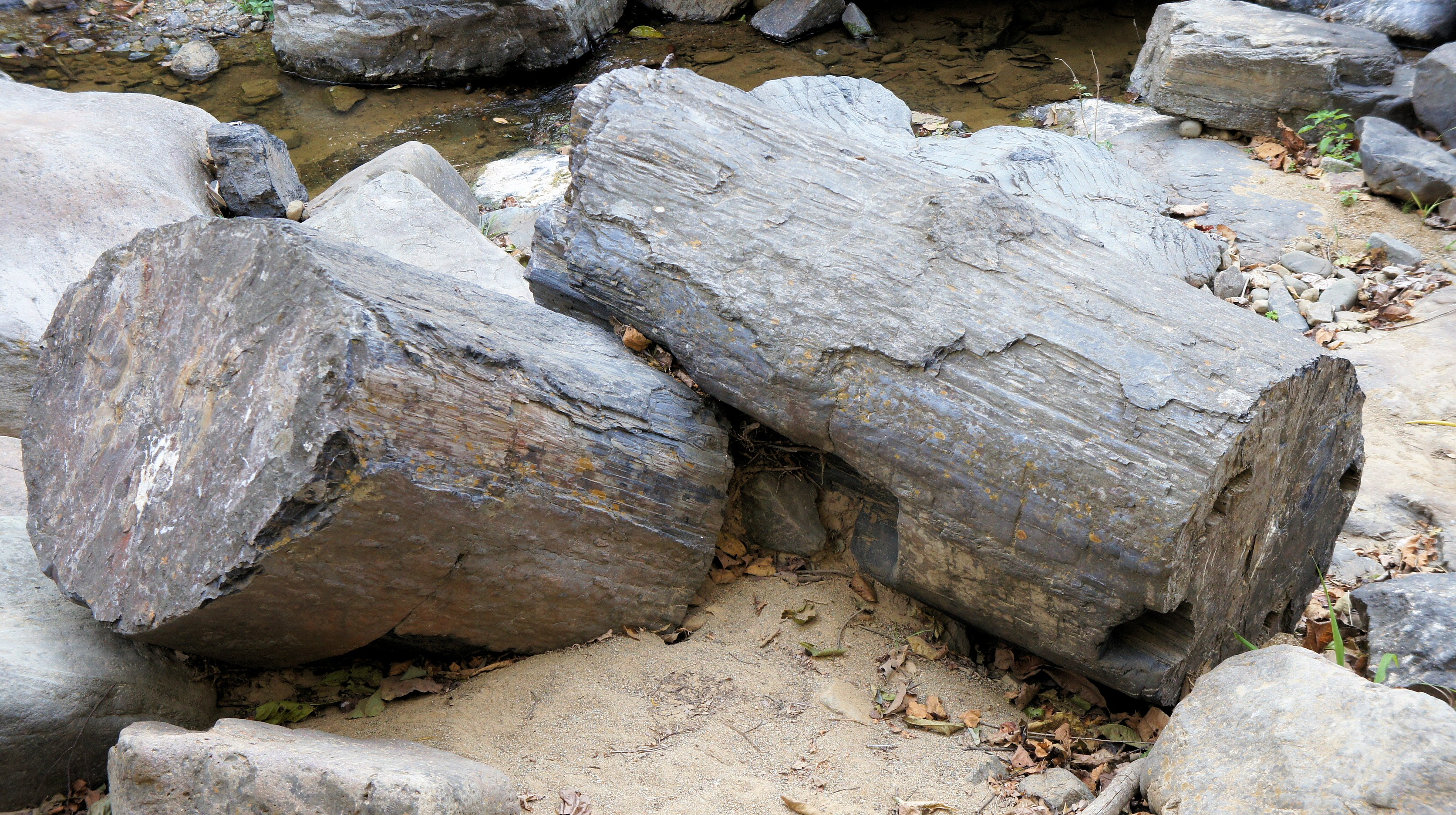
Dos troncos fosilizados en el Bosque Petrificado de Puyango en el sur de Ecuador.

El Bosque Petrificado de Puyango es un yacimiento fosilífero del tipo conocido popularmente como «bosque petrificado» situado en la cuenca media del río Puyango, entre las provincias ecuatorianas de El Oro y Loja. El área cubre 2,658 hectáreas y sus sedimentos están divididos en cuatro formaciones geológicas (Formación Zapotillo, Formación Ciano, Formación Ambin y Formación Progreso), que datan de finales del período Cretácico. Estos yacimientos son ricos tanto en troncos y hojas fosilizadas —que pertenecieron a la típica flora del Mesozoico— como en fósiles de invertebrados tales como bivalvos, amonites, equinodermos, entre otros. 

## Características
El bosque Petrificado se encuentra en zonas con alturas de entre los 360 y 500 m s. n. m. y una temperatura promedio de 22.5 ƒC. La temporada más apropiada para visitarla es la época seca que va de mayo a diciembre . Durante la época invernal el área recibe más de 900 mm de lluvia que cambian el paisaje considerablemente haciendo interesante la visita también en estos meses. Puyango es uno de los pocos remanentes de bosque seco tropical al suroeste del Ecuador donde las pendientes fuertes y las quebradas han conservado la vegetación natural propia y completa de este tipo de ecosistema y otras zonas de bosque secundario en recuperación.
Lo que en la actualidad es Puyango, fue antiguamente un mar; los fósiles más antiguos corresponden a organismos marinos. Este mar se secó, poblándose con bosques y animales, organismos que luego de cientos de años, debido a grandes cataclismos naturales quedaron sepultados bajo tierra. Finalmente, por movimientos geológicos propios de la corteza terrestre, estos restos salieron a la superficie nuevamente formando una muestra invaluable del pasado remoto del planeta. Los fósiles encontrados más recientes tienen 60 millones de años y los de mayor edad llegan hasta los 500 millones de años.

## Atractivos

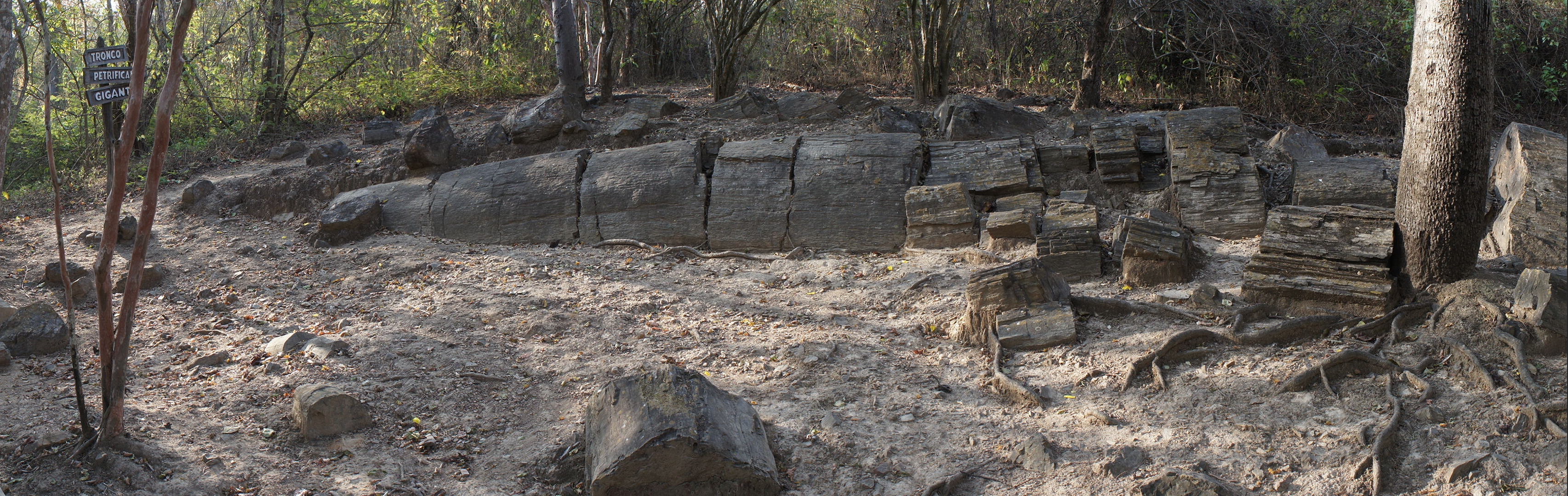
Un gran árbol fosilizado en el Bosque Petrificado de Puyango en el sur de Ecuador.

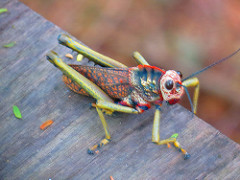
Saltamontes de multicolores de un tamaño aproximado de 14cms encontrado en el bosque petrificado.

El principal atractivo del Bosque Petrificado de Puyango son los árboles petrificados 
género Araucarioxylon, que se encuentra en las quebradas de los Sábalos y Chirimoyos. Los árboles tienen una edad aproximada de 100 millones de años y es tal vez la mayor colección de madera petrificada en el mundo; el ejemplar más grande tiene 2 m de diámetro y 15 m de largo. También se encuentran fósiles de hojas que corresponden a cuatro géneros de plantas primitivas semejantes a los helechos y palmas actuales. Según Shoemaker, un célebre paleobotánico que estudió el área entre 1975 y 1976, la cantidad de troncos petrificados contenidos en un área tan compacta representan una de las más grandes colecciones de este tipo en el mundo comparable quizá con el Parque nacional de Bosque Petrificado en Arizona, Estados Unidos.
En 1987, el área también fue declarada bosque protector para preservar los recursos naturales, incluidos algunos de los últimos remanentes de bosque seco en la región. Actualmente Puyango es administrado por las prefecturas de Loja y El Oro y las municipalidades de Puyango y Las Lajas. En 2005, el Bosque Protector Puyango fue declarado Área Importante para las Aves por BirdLife International. Se han registrado 161 species de aves en el Bosque Protector Puyango, incluyendo 43 especies endémicas de los bosques secos del occidente de Ecuador y noroccidente de Peru.